# Batalla de las islas Santa Cruz
La batalla de las islas Santa Cruz fue una batalla aeronaval de la guerra en el océano Pacífico durante la Segunda Guerra Mundial, que se desarrolló entre el 25 y el 27 de octubre de 1942 entre la isla de Guadalcanal y las islas Santa Cruz, un grupo de islas pertenecientes al archipiélago de las islas Salomón que se encuentra a 400 kilómetros al sudeste del archipiélago principal. 
Esta batalla, que enfrentó a la Armada Imperial Japonesa con la Armada de los Estados Unidos, se inscribe en el marco del conjunto de combates entre los japoneses y los aliados  por el control de la zona marítima de Guadalcanal, importante por el hecho de que de dicho control dependía la capacidad de desembarco de nuevas unidades terrestres en dicha isla, con el objetivo de ganar la batalla terrestre de Guadalcanal que se estaba desarrollando de forma simultánea.

## Contexto
Mientras proseguían los combates terrestres en la isla de Guadalcanal (véase batalla de Guadalcanal), se acrecentaba la presión de la Marina japonesa sobre las islas Salomón. El 11 de octubre, la Flota combinada japonesa había partido del atolón de Truk para alcanzar las Salomón el día 14.

### Situación en Guadalcanal
Aun cuando la situación de las tropas estadounidenses en la isla de Guadalcanal parecía haber mejorado, especialmente con la llegada como refuerzo del 164.º Regimiento de Infantería estadounidense, así como con la presencia de 90 aviones en el Aeródromo Henderson (Henderson Field) de la isla, las posiciones estadounidenses de Guadalcanal fueron objeto de fuertes bombardeos navales durante la noche del 14 de octubre, uno de cuyos efectos fue la destrucción de la mitad de los aviones del aeródromo y de las reservas de combustible de la base aérea.
Así pues, el control ejercido por la flota japonesa parecía total. El día 15, el Aeródromo Henderson no pudo recibir más suministros, excepto mediante aviones de transporte que volaban desde la lejana base estadounidense en la isla de Espíritu Santo, que transportaron apenas suficiente combustible como para permitir operar a una escuadrilla. Sin embargo, esta llegada de suministros de combustible permitió a los aviones del aeródromo lanzar ataques a los buques de transporte japoneses, hundiendo a seis de ellos mientras efectuaban desembarcos de tropas japonesas, aunque los bombardeos navales japoneses se reemprendieron la noche del 15, durante la cual los cruceros japoneses Myoko y Maya lanzaron más de 1.500 obuses contra las posiciones ocupadas por los Marines y sobre el aeródromo.
El almirante Nimitz escribió por entonces: "Parece que seamos incapaces de controlar las aguas de Guadalcanal. El aprovisionamiento de nuestras posiciones no podrá hacerse pues sino a muy alto costo. La situación no es desesperada, pero ciertamente es crítica". Ese mismo día, Nimitz decidió relevar de su cargo de ComSoPac (Commander South Pacific Force o jefe de las Fuerzas del Sur del Pacífico) al vicealmirante Robert L. Ghormley. No se ponían en duda las aptitudes y capacidades de Ghormley, pero tanto él como sus ayudantes se encontraban agotados por los dos meses ininterrumpidos de campaña.

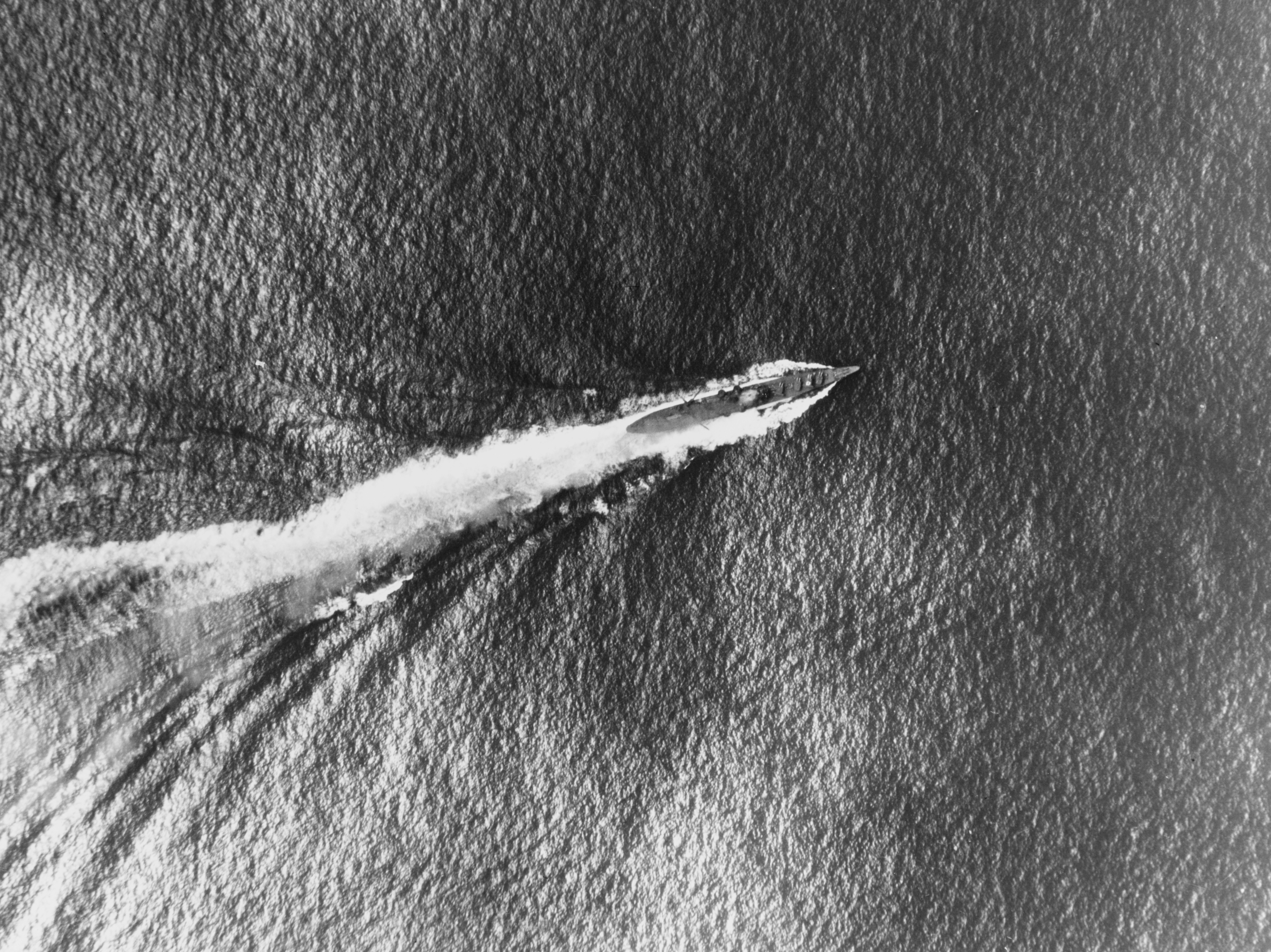
El crucero pesado japonés Chikuma.

Sustituyó a Ghormley por un hombre cuyo espíritu combativo no dejaba lugar a dudas, el vicealmirante William F. Halsey. Su llegada al teatro de operaciones mejoró notablemente la moral de las tropas estadounidenses, especialmente cuando aseguró al general Alexander Vandegrift, comandante en jefe de las tropas terrestres en Guadalcanal, que la Marina estadounidense le daría todo el apoyo que le fuese posible.

### Situación de la flota japonesa
A comienzos de octubre de 1942 los japoneses reunieron en su base naval del atolón de Truk una poderosa flota. Dos nuevos portaaviones de escuadra, el Hiyō y el Junyō, y un portaaviones ligero, el Zuihō, se unieron a los portaviones Shōkaku y al Zuikaku, que se encontraban ya en la zona. Además se les sumó una fuerza de acorazados, cruceros y destructores, hasta sumar más de cuarenta buques de guerra. Las semanas siguientes los japoneses se mantuvieron alejados del combate en Guadalcanal, esperando el momento propicio para atacar a las fuerzas navales aliadas en el Pacífico sur.
Coincidiendo con la ofensiva terrestre la flota japonesa debía acercarse a Guadalcanal en dos formaciones para forzar a los portaaviones americanos a presentar batalla. Pero pronto sucedió el primer contratiempo grave, el 22 de octubre un incendio accidental que dañó una de las calderas del portaaviones Hiyō, que tuvo que regresar a puerto. Las fuerzas japonesas se dividieron en tres grupos:
- El principal estaba formado por los portaaviones Shōkaku, Zuikaku y Zuihō, con un crucero pesado clase Myōkō  y ocho destructores de escolta. Al mando estaba el vicealmirante Chuichi Nagumo, que había caído en desgracia después del desastre de Midway, y tenía una segunda oportunidad.
- El grupo de ataque lo componían el portaaviones clase Junyō, dos acorazados, cinco cruceros y diez destructores. El mando de la escuadra y del grupo recayó en el vicealmirante Nobutake Kondō.
- Los precedía un grupo de vanguardia formado por dos acorazados, cuatro cruceros y siete destructores. Al mando del grupo de vanguardia estaba el contraalmirante Hiroki Abe.

### Situación de la flota americana
La Armada de EE. UU. había perdido varios portaviones en 1942. El portaviones  USS Lexington había sido hundido en la batalla del mar del Coral y el USS Saratoga estaba en dique seco al haber sido torpedeado por un submarino japonés. El USS  Yorktown había sido hundido en Midway y el USS Wasp hundido por el submarino I-19 en septiembre. Para cubrir las pérdidas se esperaba al USS Essex, pero no iba a entrar en servicio hasta diciembre. Del resto de portaviones el USS Ranger estaba destinado al Atlántico, apoyando a la Operación Torch junto a varios portaviones de escolta. Solamente el USS Enterprise y el USS Hornet estaban disponibles en la flota del  Pacífico, y no en el mejor de los estados. 
El 16 de octubre, el portaaviones Enterprise, reparado tras los daños sufridos durante la batalla de las Salomón Orientales, partía de la base naval de Pearl Harbor junto con el nuevo acorazado South Dakota, dirigiéndose a toda máquina hacia las Salomón. En el buque se había instalado un nuevo sistema de artillería antiaérea, que en los días sucesivos mostraría su utilidad.

### Movimientos previos a la batalla
Con los refuerzos desembarcados en Guadalcanal las noches del 11 y el 15 de octubre, las tropas japonesas en la isla creían estar en condiciones de lanzar un gran ataque que les diese la victoria definitiva. El 23 de octubre comenzó la ofensiva japonesa, siendo el objetivo principal Campo Henderson, la base aérea situada en el norte de la isla. El ataque fue a una escala mucho mayor que cualquiera de los anteriores, pero las tropas terrestres estadounidenses rechazaron los violentos ataques contra su perímetro en la isla, entre los días 20 al 23 de octubre.
Mientras tanto el Enterprise y el Hornet  se encontraban cerca de la isla de Espíritu Santo, volviendo a formar la Task Force 61 (TF 61), que quedó bajo el mando del contralmirante Thomas Kinkaid. 
El 24 de octubre, informado erróneamente de que el aeródromo Henderson había finalmente caído en manos japonesas, el almirante Isoroku Yamamoto dio orden a la Flota Combinada, bajo el mando del vicealmirante Nobutake Kondo, de poner proa al sudeste y aniquilar a la flota estadounidense, mientras que Halsey, anticipándose a una tentativa de la Flota Combinada al nordeste de Guadalcanal, envió la TF 61 en dirección a las islas Santa Cruz.

## Las fuerzas enfrentadas

### Siglas
(CV=Portaaviones; CVL=Portaaviones ligero; BB=Acorazado; CA=Crucero pesado; CL=Crucero ligero; DD=Destructor; SS=Submarino)

### Fuerzas norteamericanas
| Designación                                    | Comandante                     | Efectivos                                                                      |
| ---------------------------------------------- | ------------------------------ | ------------------------------------------------------------------------------ |
| CInCPAC                                        | Almirante Chester Nimitz       |                                                                                |
| ComSoPac                                       | Vicealmirante W.F.Halsey       |                                                                                |
| Task Force 61                                  | Contralmirante Thomas Kinkaid  |                                                                                |
| TF 16                                          | Contralmirante Thomas Kinkaid  | 1 CV (Enterprise), 1 BB (South Dakota), 1 CA (Portland), 1 CL (San Juan), 8 DD |
| TF 17                                          | Contralmirante George Murray   | 1 CV (Hornet), 2 CA (Northampton y Pensacola), 2 CL (San Diego y Juneau), 6 DD |
| Task Force 64 (cruzando al sur de las Salomón) | Contralmirante Willis A. Lee   | 1 BB (Washington), 2 CA (San Francisco, Chester), 2 CL (Atlanta, Helena), 6 DD |
| Task Force 63                                  | Contralmirante Aubery W. Fitch | Aviones con base en Henderson, Espíritu Santo y Nueva Caledonia: 240 aviones   |
| Total :                                        |                                | 2 CV, 2 BB, 5 CA, 5 CL, 20 DD. 410 aviones, de los que 170 embarcados          |

### Fuerzas japonesas
| Designación                      | Comandante                    | Efectivos                                                                 |
| -------------------------------- | ----------------------------- | ------------------------------------------------------------------------- |
| Comandante en jefe               | Almirante Isoroku Yamamoto    | Comandante de la Flota Combinada                                          |
| Fuerza de ataque                 | Vicelmirante Chuichi Nagumo   | 2 CV (Shokaku, Zuikaku), 1CVL (Zuiho), 1 CA (Kumano), 8 DD                |
| Vanguardia                       | contralmirante Hiroaki Abe    | 2 BB (Hiei, Kirishima), 3 CA (Tone, Chikuma, Suzuya), 1CL (Nagara), 13 DD |
| 2.ª Flota                        | Vicelmirante Nobutake Kondo   | (apoyo a las tropas de Guadalcanal)                                       |
| Fuerza avanzada                  | Vicelmirante Nobutake Kondo   | 4 CA (Atago, Takao, Myoko, Maya), 1CL Isuzu), 6 DD                        |
| Grupo aéreo                      | Contralmirante Kakuji Kakuta  | 1 CVL (Junyo), 2 DD                                                       |
| Grupo de apoyo                   | Vicelmirante Takeo Kurita     | 2 BB (Kongo, Haruna), 2 DD                                                |
| Grupo de asalto (Guadalcanal)    | Vicealmirante Gunichi Mikawa  | 3 DD                                                                      |
| Grupo de bombardeo (Guadalcanal) | Contralmirante Tomatsu Takama | 1 CL (Yura), 5 DD                                                         |
| Forces expedicionarias avanzadas | Vicelmirante Teruhisa Komatsu | 12 SS                                                                     |
| Total :                          |                               | 2 CV, 2 CVL, 4 BB, 8 CA, 3 CL, 38 DD, 12 SS, 220 aviones.                 |

## La batalla

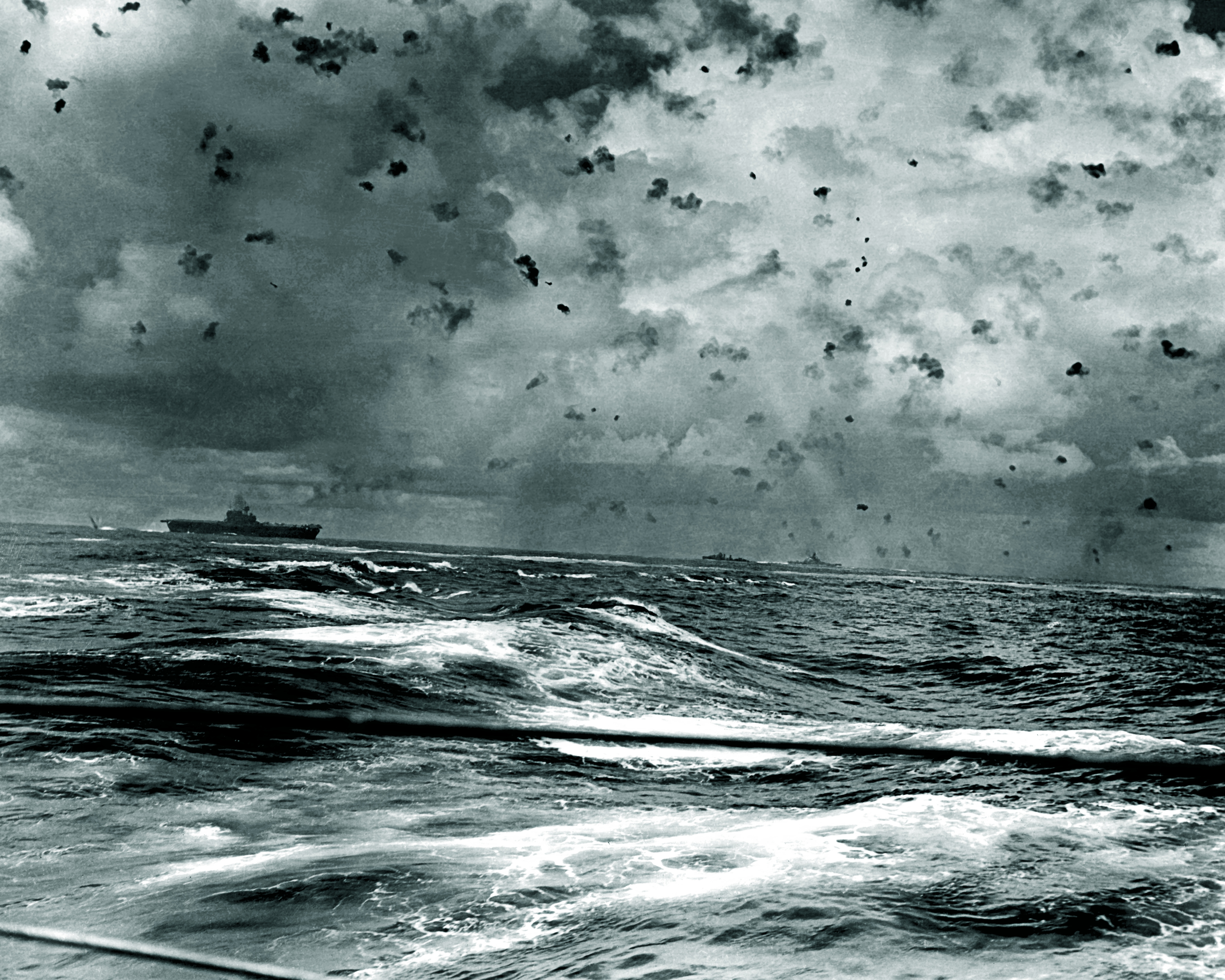
El USS Enterprise en acción en el curso de la batalla.

### El Contacto
Poco después del mediodía del 25 de octubre, unos Catalinas procedentes de la isla de Espíritu Santo descubrieron a los portaaviones japoneses aproximadamente a 450 kilómetros al noroeste de la TF 61. Tras haberse acercado a ellos, Kinkaid hizo despegar algunos Dauntless y Wildcats, que sin embargo no pudieron encontrar a la escuadra del vicealmirante Nagumo, que había puesto rumbo norte tras el encuentro con los aviones Catalina. Poniendo rumbo noroeste durante la noche, Kincaid intentó aproximarse a la escuadra de Nagumo, a la vez que recibía nuevos informes desde la isla de Espíritu Santo, enviados por los Catalina ya el 26 de octubre, hacia las 3:00 Nagumo continuó su escapada hacia el norte, pero el vicealmirante Halsey, tras haber recibido los informes, dio a Kincaid la orden de hacer despegar sus aviones al alba.
La intención de los americanos era tender una emboscada a cualquier fuerza japonesa que tratara de acercarse a Guadalcanal. Dado que se enfrentaban a cuatro portaviones japoneses era un riesgo muy alto. Sin embargo dado que se juzgaba que la situación en Guadalcanal era crítica los almirantes decidieron aplicar todos los recursos posibles.
Al final del día el almirante Kinkaid ordenó el despegue de una fuerza de ataque, pero los aviones no encontraron a los portaviones enemigos. Al caer la noche ambos bandos sabían que el día siguiente sería el decisivo, y que el primero que localizase los portaaviones del bando contrario tendría toda la ventaja.

### Inicio de la batalla
El Enterprise envió una patrulla compuesta por 16 Dauntless, que localizó al alba a la vanguardia del contralmirante Hiroaki Abe aproximadamente a 200 kilómetros de la Task Force, y luego, poco después, más al norte, el objetivo de Kincaid, los portaaviones de la fuerza principal japonesa. Los Dauntless convergieron entonces hacia los portaaviones de Nagumo y, hacia las 8:30 , las bombas de dos SDB Dauntless que aprovecharon que los cazas que le daban cobertura habían ido en persecución de otro grupo de aviones norteamericanos y vieron la oportunidad de atacar alcanzaron al Zuiho con una sola bomba, provocándole graves daños que le mantuvieron fuera de servicio durante varios meses. A pesar de ser objeto de la persecución de cazas Zero japoneses, todos los Dauntless lograron escapar.
El Zuiho, sin embargo, había hecho despegar a sus escuadrillas desde hacía mucho rato, y éstas se dirigían hacia los portaaviones estadounidenses. Hacia las 9:00, los portaaviones estadounidenses lanzaron importantes oleadas de ataque: 29 aviones del Hornet, 20 del Enterprise, y seguidamente 25 más del Hornet. Tres escuadrillas se dirigían pues contra los portaaviones japoneses, a la vez que una escuadrilla japonesa se acercaba a la TF 61, mientras que Nagumo se disponía a hacer despegar a una segunda oleada de ataque. A un centenar de kilómetros del Enterprise, se encontraron las escuadrillas estadounidenses y japonesas. Tras un rápido combate aéreo entre ellas, cuatro Avengers y tres Zeros fueron derribados. 
Algunos minutos más tarde, las escuadrillas japonesas se acercaron al Hornet y al Enterprise. A pesar de la defensa organizada por los Wildcats, los bombarderos japoneses lograron atravesar la barrera defensiva y atacar a los portaaviones. El Hornet  a pesar de sus maniobras evasivas, fue alcanzado por varias bombas y por dos torpedos. En pocos minutos, el fuego avanzaba descontrolado en el portaaviones, que tuvo que ser abandonado.  Las fuerzas estadounidenses intentaron hundir el abandonado Hornet, pero sobrevivió a la no despreciable suma de nueve torpedos y 400 disparos de 127 mm lanzadas por el USS Mustin (DD-413) y el USS Anderson (DD-411). Sin embargo cuando preparaban una nueva ronda de disparos, los cruceros japoneses al mando de Nobutake Kondo llegaron al sector y los americanos tuvieron que retirarse bajo sendas plumas de los piques de los proyectiles japoneses. Más tarde, los destructores japoneses dispararon tan entusiastamente como los estadounidenses y lanzaron 4 torpedos Long Lance de 24 pulgadas a su puente en llamas. A la 01:35 del 27 de octubre de 1942, el USS Hornet finalmente se hundió en la costa de las Islas Santa Cruz. 
Otra vez más, a la flota estadounidense no le quedaba en el pacífico más que al Enterprise. Llegó un momento en el que la cubierta de vuelo del portaaviones estaba tan repleta de aparatos que se tuvieron que suspender las operaciones de aterrizaje. Varios aviones agotaron su combustible y amerizaron junto a los destructores de escolta.

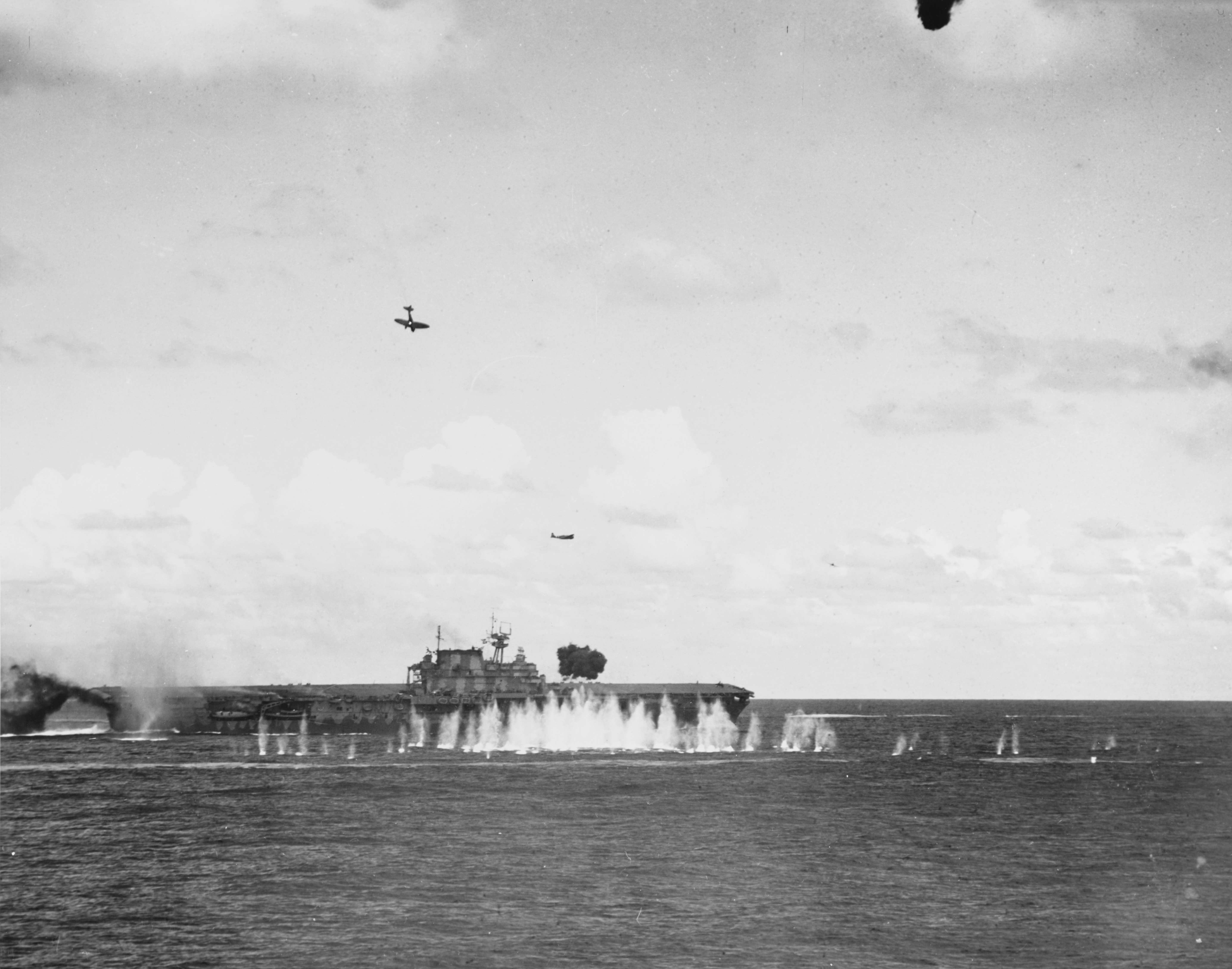
El USS Hornet siendo atacado por un bombardero japonés.

### Segunda fase
Simultáneamente, a las 10:30, los Dauntless de la segunda oleada de ataque del Hornet lograban averiar al crucero pesado Chikuma, aunque fallaron el tiro respecto del Tone. 
Kondō había ordenado a los grupos de vanguardia y de ataque avanzar a toda máquina para unirse a la batalla en superficie. Los primeros buques avistados por la primera oleada estadounidense fueron los del grupo de vanguardia, pero los ignoraron ya que su objetivo eran los portaaviones. Veinte minutos más tarde, otra escuadrilla estadounidense logró alcanzar al Shokaku y al Zuiho, que ya había sufrido daños previos. Mientras los Wildcats luchaban con los Zeros de cobertura, los bombarderos en picado Dauntless se lanzaron contra los portaviones. El Shokaku fue alcanzado por de tres a seis bombas, logrando salvarse gracias a que había hecho despegar a sus escuadrillas y, en consecuencia, sus cubiertas se hallaban vacías de combustible, a pesar de que quedó fuera de combate durante varios meses.
El Zuikaku tuvo que recibir a los aviones sobrevivientes de su buque hermano de clase. Los seis torpederos Avenger de la primera oleada perdieron contacto con el resto de la formación y no llegaron a participar en el ataque. En su lugar atacaron al crucero pesado Tone, al que avistaron durante el vuelo de regreso, pero todos sus torpedos erraron. 
Hacia las 11:00, mientras el Enterprise recuperaba las escuadrillas que regresaban del ataque y se aprestaba a hacer despegar una segunda oleada, atacó la segunda oleada japonesa. La defensa antiaérea del San Juan y del South Dakota, junto con los cazas del Enterprise, lograron derribar a la mitad de los aviones atacantes, aunque el resto logró ejecutar el ataque. Una bomba hizo explosión en la cubierta de despegue, mientras que otra explotaba en las cubiertas inferiores. Una tercera hizo estallar las reservas de combustible. Sin embargo, la situación estaba controlada. Pudo así escapar a un segundo ataque, llevado a cabo por aviones torpederos, gracias a sucesivas maniobras de evasión. 
A las 11:15, minutos después de que el Enterprise reabriese su cubierta de vuelo para empezar a recibir de nuevo a los aviones que regresaban de atacar a la flota japonesa, llegó una inesperada tercera oleada. El Junyō había lanzado un ataque independiente a cargo de diecisiete Val y doce Zeros. El Enterprise fue alcanzado por tercera vez. Solo seis de los diecisiete Val sobrevivieron y consiguieron regresar al Junyō. Pero el tercer ataque contra el Enterprise fracasó, aunque el South Dakota y el San Juan sufrieron daños leves. Cuando el Enterprise hubo recuperado a todos los aviones en vuelo (con dificultades, ya que sus ascensores habían quedado destruidos), Kincaid dio orden de interrumpir el combate y evadirse de los japoneses.

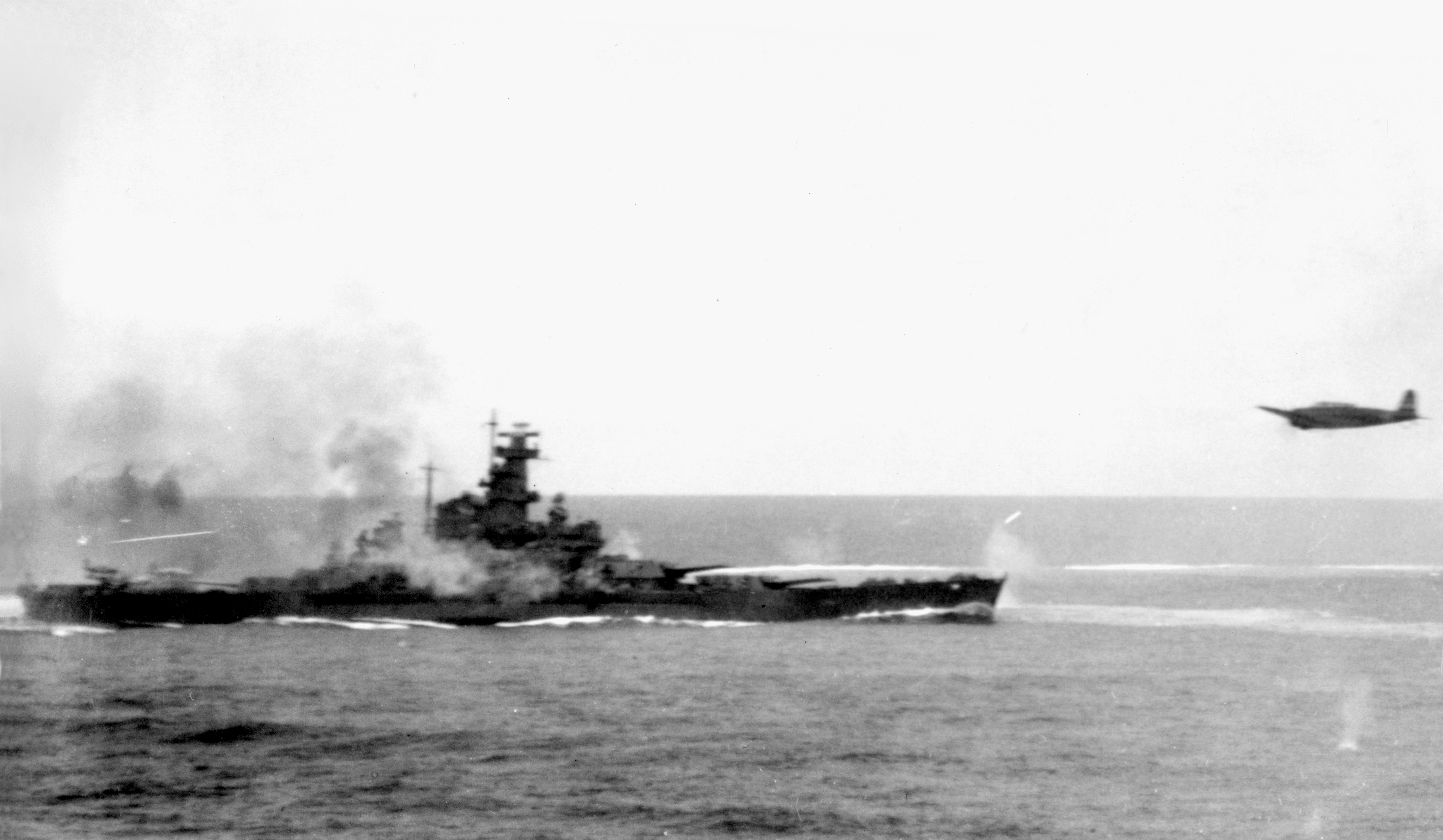
El USS South Dakota es atacado por un avión torpedero japonés.

la flota japonesa todavía contaba dos portaaviones de escuadra operativos, el Zuikaku y el Junyō, y no iba a renunciar. A primera hora de la tarde, mientras los grupos de Kondō y Abe se dirigían a toda máquina al encuentro de la flota estadounidense, esperando llegar a tiempo para destruirla en un combate en superficie, los japoneses lanzaron un nuevo ataque aéreo coordinado desde sus dos portaaviones, a cargo de quince aviones del Junyō y catorce del Zuikaku. Sin embargo el portaviones atacado fue nuevamente el Hornet.
Los japoneses, inicialmente, quisieron perseguir a la flota estadounidense, pero un ataque efectuado por aviones Catalina durante la noche del 27 de octubre, añadido al hecho de que ellos mismos habían perdido un gran número de aviones, decidió al almirante Yamamoto a ordenar el regreso de la flota japonesa a Truk.

## Consecuencias de la batalla
Al precio de la pérdida del Hornet, lo que suponía la mitad de las fuerzas aeronavales estadounidenses, la flota estadounidense había logrado hacer retroceder a una fuerza japonesa netamente superior en número, impidiéndole alcanzar la isla de Guadalcanal y de desembarcar en ella refuerzos que habrían creado graves problemas para los Marines que allí estaban combatiendo.
Para completar el panorama, las fuerzas aeronavales japonesas salieron de la batalla seriamente debilitadas. Aunque las pérdidas en número de aviones fueron elevadas por ambas partes —74 estadounidenses y 92 japoneses— los japoneses habían perdido 70 pilotos de aviones, mientras que las pérdidas estadounidenses fueron tan sólo de 33 aviadores.
Un mes más tarde, el Enterprise, tras haber sido reparado, volvía a estar a pleno rendimiento operativo. Los nuevos sistemas de defensa antiaérea que había utilizado por vez primera durante la batalla de las islas Santa Cruz habían probado su eficacia.